# Рода, Хилари
Хи́лари Ро́да (англ. Hilary Rhoda; родилась 6 апреля 1987, Чеви-Чейз, Мэриленд) — американская модель.

## Биография
Родилась в небольшом городе Чеви Чейз, округ Монтгомери, штат Мэрилэнд. Окончила Академию Святого Креста — католическое заведение для девочек. Во время обучения занималась хоккеем на траве и лякроссом. В модельный бизнес попала благодаря агентству ProScout, которое заметило её в Вашингтоне. Позже сотрудничала с агентствами IMG Models и Elite Model Management. В 2007 году подписала контракт на 2 млн долларов с компанией Estée Lauder, став её лицом. Многократно снималась для обложек ведущих журналов мод по всему миру.
В различное время принимала участие в показах: Abercrombie & Fitch, Ann Taylor, Balenciaga, Bally, Banana Republic, Belstaff, Bergdorf Goodman, Blanco, Bloomingdale's, Blumarine, Brioni, C&A, Chanel, Dolce & Gabbana, DSquared2, Donna Karan, Emanuel Ungaro, Eres beachwear, Estée Lauder, GAP, Givenchy, Gucci, H&M, Hermès, Hollister, Hugo Boss, Jones New York, Lancôme, Louis Vuitton, Max Mara, Michael Kors, Neiman Marcus, Pedro del Hierro, Peek & Cloppenburg, Pucci, Ralph Lauren, Roberto Cavalli, Valentino, Victoria's Secret, Zara и других.
В мае 2007 года Хилари Рода появилась на обложке американского Vogue среди десяти топ-моделей под заголовком «Следующие мировые топ-модели… 10 новых суперзвезд моды» («The World’s Next Top Models… Fashion’s 10 New Superstars»). Вместе с ней на обложке появились Даутцен Крус, Агнесс Дин, Кока Роша, Ракель Циммерман, Лили Дональдсон, Шанель Иман, Саша Пивоварова, Кэролайн Трентини и Джессика Стэм.
С 2012 года приглашается на итоговый показ компании «Victoria’s Secret».
С 10 октября 2015 года Рода замужем за хоккеистом Шоном Эйвери, с которым она встречалась 5 лет до их свадьбы. 23 января 2020 года стало известно, что супруги ожидают появления своего первенца-сына; до этого Рода перенесла несколько выкидышей.

## Фильмография
| Год  |   | Русское название | Оригинальное название                       | Роль |
| ---- | - | ---------------- | ------------------------------------------- | ---- |
| 2018 | ф |                  | American Mirror: Intimations of Immortality |      |